# Qintang
Qintang (chinesisch 覃塘区, Pinyin Qíntáng Qū, bisweilen fälschlich Tantang; Zhuang Cinzdangz Gih) ist ein chinesischer Stadtbezirk der bezirksfreien Stadt Guigang im Autonomen Gebiet Guangxi. Der Stadtbezirk hat eine Fläche von 1.350 Quadratkilometern und zählt 439.500 Einwohner (Stand: 2018). Sein Hauptort ist die Großgemeinde Qintang (覃塘镇).

## Administrative Gliederung
Auf Gemeindeebene setzt sich der Stadtbezirk aus sechs Großgemeinden und vier Gemeinden zusammen. 